# زوبوو (شهرستان چیشمینسکی، باشقیرستان)
زوبوو (انگلیسی: Zubovo, Chishminsky District, Republic of Bashkortostan) یک شهرک در شهرستان چیشمینسکی در استان باشقیرستان کشور روسیه است.